# Вуллет, Анри
Анри Вуллет (фр. Henri Woollett; 13 августа 1864, Гавр — 9 октября 1936, там же) — французский композитор и музыкальный педагог английского происхождения.
Окончил Парижскую консерваторию у Жюля Массне (композиция) и Рауля Пюньо (фортепиано). Руководил гаврским Филармоническим обществом, преподавал (среди учеников Вуллета Андре Капле, Артюр Онеггер, Раймон Лушёр, Анри Феврие). Опубликовал четырёхтомную «Историю музыки» (Париж, 1909—1925) и «Историю оркестровки» (совместно с Габриэлем Пьерне).
В композиторском наследии Вуллета преобладают камерные сочинения. Его соната для флейты и фортепиано (1903) была написана для Жоржа Баррера и впервые им исполнена. По заказу Элизы Холл написал симфоническую поэму для саксофона с оркестром «Сибирь» (1909), изображающую, согласно авторскому комментарию, идущих под конвоем по этапу ссыльных и их воспоминания о радостной жизни в Санкт-Петербурге. Для пианиста Рикардо Виньеса написаны фортепианные Прелюдия, фуга и финал (1903). Среди других сочинений Вуллета — струнный квартет, скрипичная и альтовая сонаты и др.